# Кривая видового накопления
Кривая видового накопления - графическое представление числа видов, найденных на определенной территории (или в определенном биотопе и т. п.), как функции от кумулятивной совокупности исследовательских усилий, направленных на их нахождения. Исследовательское усилие может измеряться в количестве человеко-часов наблюдения, расставленных ловушек, километров буксировки трала судном, и т.д..
Кривая видового накопления является возрастающей, и её рост происходит с отрицательным ускорением, т.е. рост кривой становится все меньше при добавлении одинаковых единиц исследовательского усилия. В противном случае, когда рост кривой ускоряется с увеличением количества единиц исследовательского усилия, достоверная оценка окончательного числа видов является практически невозможной по соображениям математической статистики.
Построение такой кривой позволяет оценить, сколько видов будет открыто при условии определенного комплекса исследовательских усилий, или наоборот, сколько единиц исследовательского усилия нужно для открытия определенного количества видов. Конечное построение кривой видового накопления проводится методами регрессионного анализа (обычно с использованием метода наименьших квадратов) с помощью нелинейных функций.
Первое теоретическое обоснование кривой видового накопления и исследование её свойств были проведены на материалах коллекций малайских бабочек и опубликованы в 1943 году Рональдом Фишером с соавторами.
Несмотря на широкую применимость метода на протяжении нескольких десятилетий, в ряде публикаций он подвергается основательной критике; в частности, методами математического моделирования было показано, что статистически достоверное предсказание общего количества видов в определенной фауне с помощью этого метода возможно лишь при условии, если имеющийся перечень открытых видов для неё уже близок к полному.

## Примеры описания функции
В следующих функциях S соответствует количеству найденных видов на каждый момент исследования, х - исследовательское усилие, а b, c, d - константы, значения которых подбирается при аппроксимации, е - основание натурального логарифма.
Степенная функция
| {\displaystyle \quad S=ax^{b}} | (1) |

Логарифмическая модель 
| {\displaystyle \quad S=a+b\log(x)} | (2) |

Логарифмическая модель для случая, когда вероятность нахождения нового вида снижается экспоненциально до нуля при увеличении количества уже найденных видов 
| {\displaystyle S={1 \over b}\log \left({a \over c}-{(a-c)e^{-cbx} \over c}\right)} | (3) |

Уравнение Кленча
| {\displaystyle S={ax \over {1+bx}}} | (4) |

Обратная экспоненциальная модель для случая исследования редких видов
| {\displaystyle S=a(1-e^{-bx})} | (5) |

Экспоненциальная модель для случая, когда вероятность находки нового вида снижается линейно до нуля при увеличении количества уже найденных видов 
| {\displaystyle S={a(1-e^{-bx}) \over b}} | (6) |

В случае, когда количество представителей разных видов в изучаемой совокупности сильно варьирует (на порядок величины и более) уравнения (6) используют в незначительно модифицированной форме.
| {\displaystyle S={a(1-e^{-bx}) \over b}+c} | (6а) |

Асимптотическая регрессионная модель
| {\displaystyle S=a-bc^{x}} | (7) |

Рациональная функция, используемая для эмпирической аппроксимации в случае отсутствия теоретического обоснования вида зависимости
| {\displaystyle S={a+bx \over 1+cx}} | (8) |

Модель Чапмана-Ричардса
| {\displaystyle S=a(1-e^{-bx})^{c}} | (9) |

Кумулятивная функция бета-распределения 
| {\displaystyle S=a\left(1-\left(1+\left({x \over c}\right)^{d}\right)^{-b}\right)} | (10) |

Кумулятивная функция распределения Вейбула
| {\displaystyle S=a(1-e^{-(b(x-c))^{d}})} | (11) |

Модель с предположением о равной вероятности находки каждого из еще не найденных видов
| {\displaystyle S=a\left(1-\left(1-{{1-b} \over a}\right)^{x}\right)} | (12) |

В этом случае константа a представляет количество еще не найденных видов, b - вероятность повторной находки уже найденных видов при следующем единичном исследовательском усилии.
В настоящее время для построения кривых накопления также активно разрабатываются и внедряются подходы, основанные на анализе и моделировании стохастических процессов.
При использовании кривой видового накопления общее количество видов на исследуемой территории (в биотопе, таксон и т. п.) вычисляется как асимптота функции, используемой для аппроксимации данных исследования; т.е. применяется формула
| {\displaystyle N=\lim _{x\to \infty }S(x)} | (13) |

де N — общее количество видов.

## Пример применения метода
При исследовании ихтиофауны акватории острова Змеиный в 2003-2011 годах одной из задач стояла оценка её видового богатства, т.е. общего количества видов рыб в её составе.  Количество рыб разных видов вокруг Змеиного отличается на 2-3 порядка величины; но разница между вероятностями попадания в ловчие сети отдельно взятого представителя каждого из видов намного меньше. В таком случае кривая видового накопления резко возрастает в начале исследования, когда практически одновременно вылавливаются представители обычных видов, а затем, когда к кривой начинают добавляться редкие виды, её рост сильно замедляется.
При аппроксимации методом наименьших квадратов были получены следующие значения констант аппроксимации: для уравнения 4 - а = 0.813, b = 0.0133, для уравнения 6а - а = 0.117, b = 0.00386, с = 27.263. При таких значениях констант графики обоих уравнений показали высокое соответствие данным полевых исследований: значение коэффициента детерминации R 2 равны 0.9995 и 0.9996.
После нахождения констант аппроксимации их значения были подставлены в соответствующие уравнения, и согласно уравнению (13) вычислена окончательное количество видов в акватории (N) при количестве исследовательских усилий (х), который стремится к бесконечности; единицей исследовательского усилия в этом случае считалась одна постановка ловчего орудия. Таким образом были получены значения N = 61.089 для уравнения 4 и N = 57.524 для уравнения 6а. Но, при этом значение асимптоты для уравнения шестой является меньшим, чем величина последней точки на эмпирическом графике, что невозможно из соображений общей логики.
Эта проблема может быть решена путём предоставления большей статистического веса нескольким последним точкам графика при осуществлении аппроксимации кривой; но нахождение конкретной величины корректировки статистического веса, и обоснование количества точек, статистическую вес которых нужно изменить, довольно сложной задачей. Более того, корректировка данных таким образом означает предоставление принципиально различных свойств различным точкам экспериментального графика. Это, в свою очередь, противоречит общему экспериментальному подходу, при котором все данные должны собираться и обрабатываться одинаковым методом, и статистическое значение любого одиночного результата (то есть его влияние на окончательный вывод) одинаков со всеми остальными. Поэтому, даже несмотря на несколько большую корреляцию графику уравнения 6А с данными полевых исследований, для описания (аппроксимации) этих данных было выбрано уравнение 4 (уравнение Кленча) и, следовательно, оценка общего количества видов рыб в акватории острова Змеиный (61 вид) была дана исходя именно из него.